# Trasporto ferroviario in Giappone

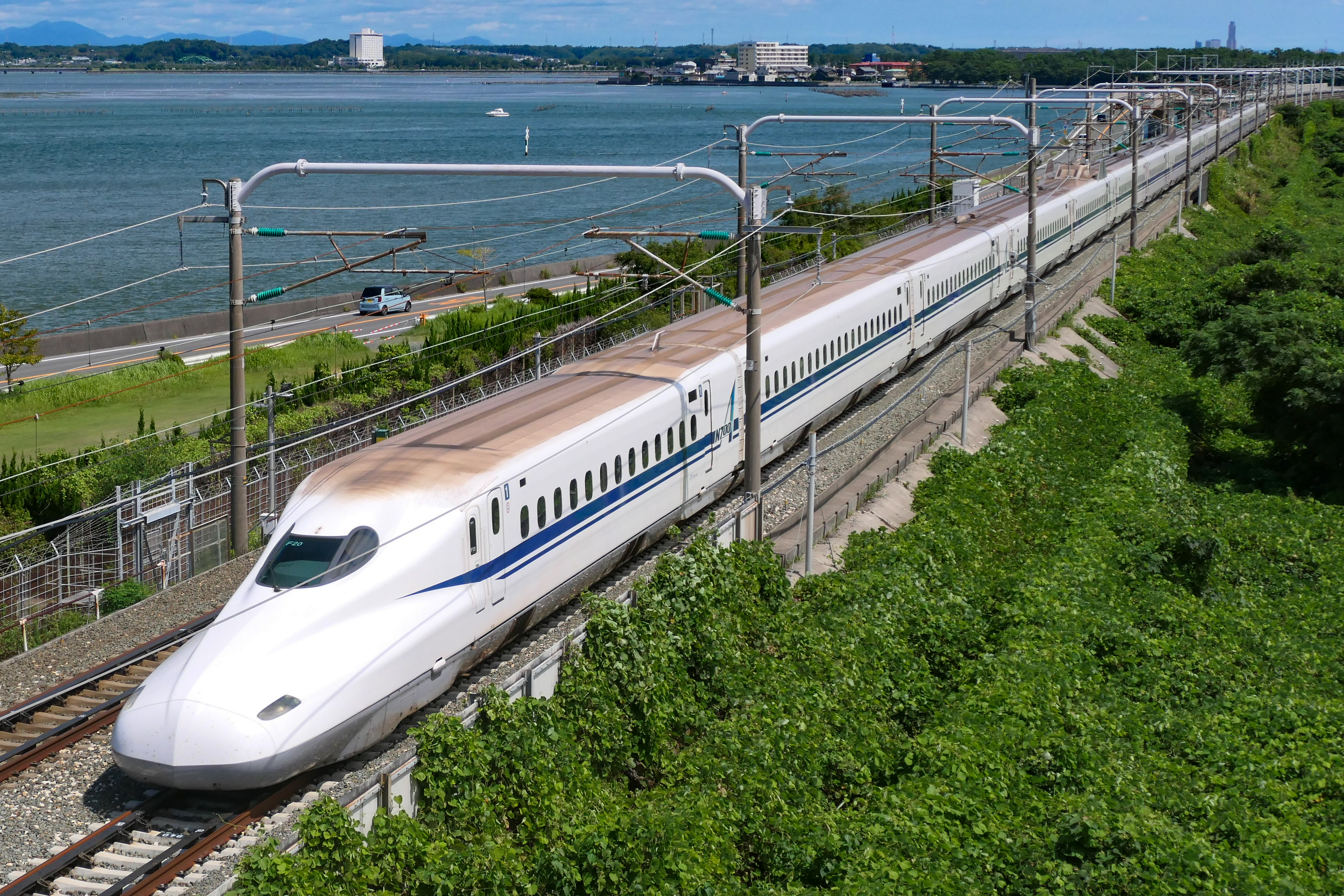
Uno Shinkansen della serie N700A

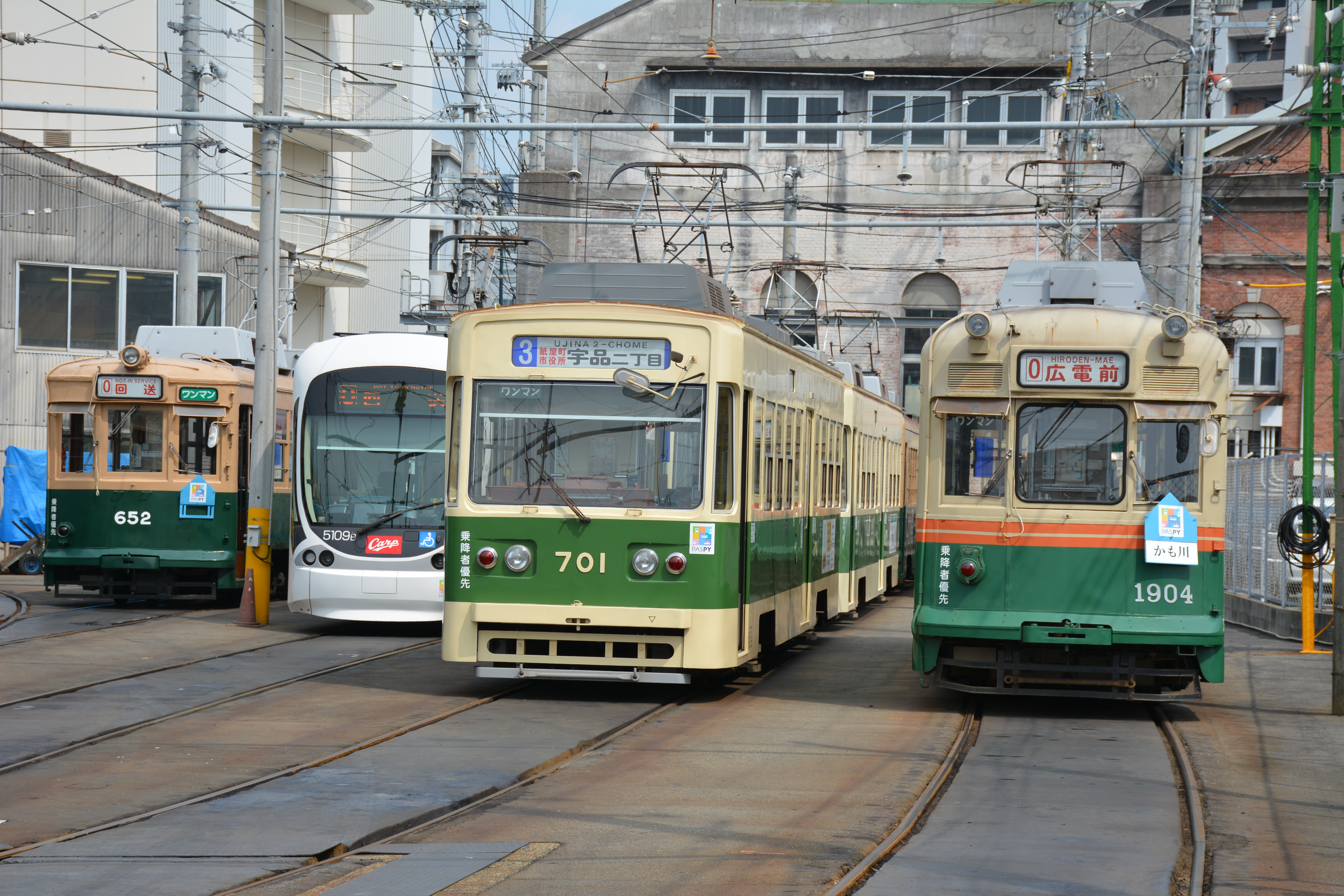
Un tram Hiroden a Hiroshima

Il trasporto ferroviario del Giappone è uno dei principali tipi di trasporto pubblico utilizzati in Giappone, specialmente per il transito di massa e ad alta velocità, nelle diverse aree metropolitane giapponesi.

## Panoramica
La maggior parte del traffico ferroviario giapponese è operato dal gruppo Japan Railways (JR), diviso in sei compagnie fra loro indipendenti, che offrono trasporto ferroviario sulle isole di Hokkaidō, Honshū, Shikoku e Kyūshū; la settima azienda si occupa invece esclusivamente del traffico merci. Altre numerose società ferroviarie private completano la rete ferroviaria del paese, e operando principalmente fra i centri delle grandi metropoli e le loro periferie, contano grandi numeri di passeggeri e, di conseguenza, un notevole peso economico. In particolare, queste compagnie private offrono diversi benefici alle aree attraversate, come sviluppo urbanistico, commerciale e molto altro Per quanto riguarda il traffico regionale, oltre alle ferrovie gestite dalla JR, sono presenti numerose compagnie semiprivate, gestite in parte dalle prefetture del Giappone che attraversano.
Il Giappone dispone di una rete di 27.268 km di binari. Il gruppo JR ne controllava 20.135 nel 1996, mentre i rimanenti 7133 km erano in gestione ai gruppi privati. Nell'anno 2006 sono stati trasportati dalle varie società circa 22,24 miliardi di passeggeri (395,9 miliardi di passeggeri-chilometro). A confronto, la Germania possiede oltre 40.000 km di strade ferrate, ma trasporta solo 2,2 miliardi di passeggeri all'anno.
Le città di Fukuoka, Kobe, Kyoto, Nagoya, Osaka, Sapporo, Sendai, Tokyo e Yokohama dispongono inoltre di reti metropolitane, tuttavia, a differenza dell'Europa, in Giappone la maggior parte del traffico passeggeri si riversa sui treni pendolari periferici che connettono fra di loro le diverse aree metropolitane. Molte città poi possiedono anche tram e monorotaie.
Il Giappone è inoltre il pioniere del "treno proiettile", chiamato "shinkansen", un treno ad alta velocità che collega ai 300 km/h le principali città. Tuttavia le linee regionali convenzionali, chiamate "zairaisen" e separate totalmente da quelle ad alta velocità, rimangono relativamente lente, con velocità massime di 160 km/h, ma, nella maggior parte dei casi, sotto i 130 km/h.
Per quanto riguarda il traffico merci, il Giappone nel 2006 ha trasportato 51,9 milioni di tonnellate di prodotti (23,2 miliardi di tonnellate-chilometro), con un'esigua percentuale dello 0,84% nel 2005 su tutta la logistica nazionale.

## Storia

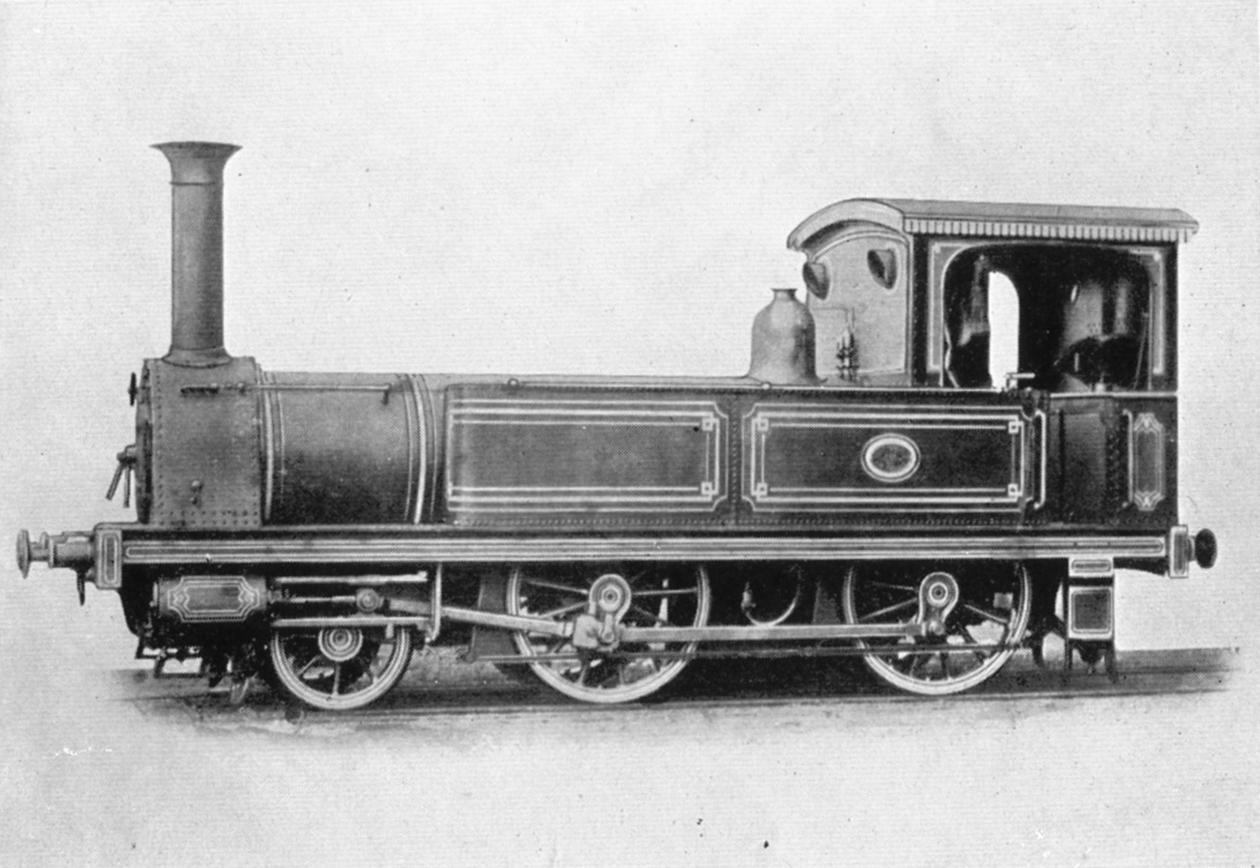
Locomotiva della serie 150 creata dalla Vulcan Foundry e giunta in Giappone nel 1871. Si tratta di una delle locomotive che percorse il tratto fra Tokyo e Yokohama nel 1872, quando venne attivata la prima ferrovia giapponese.

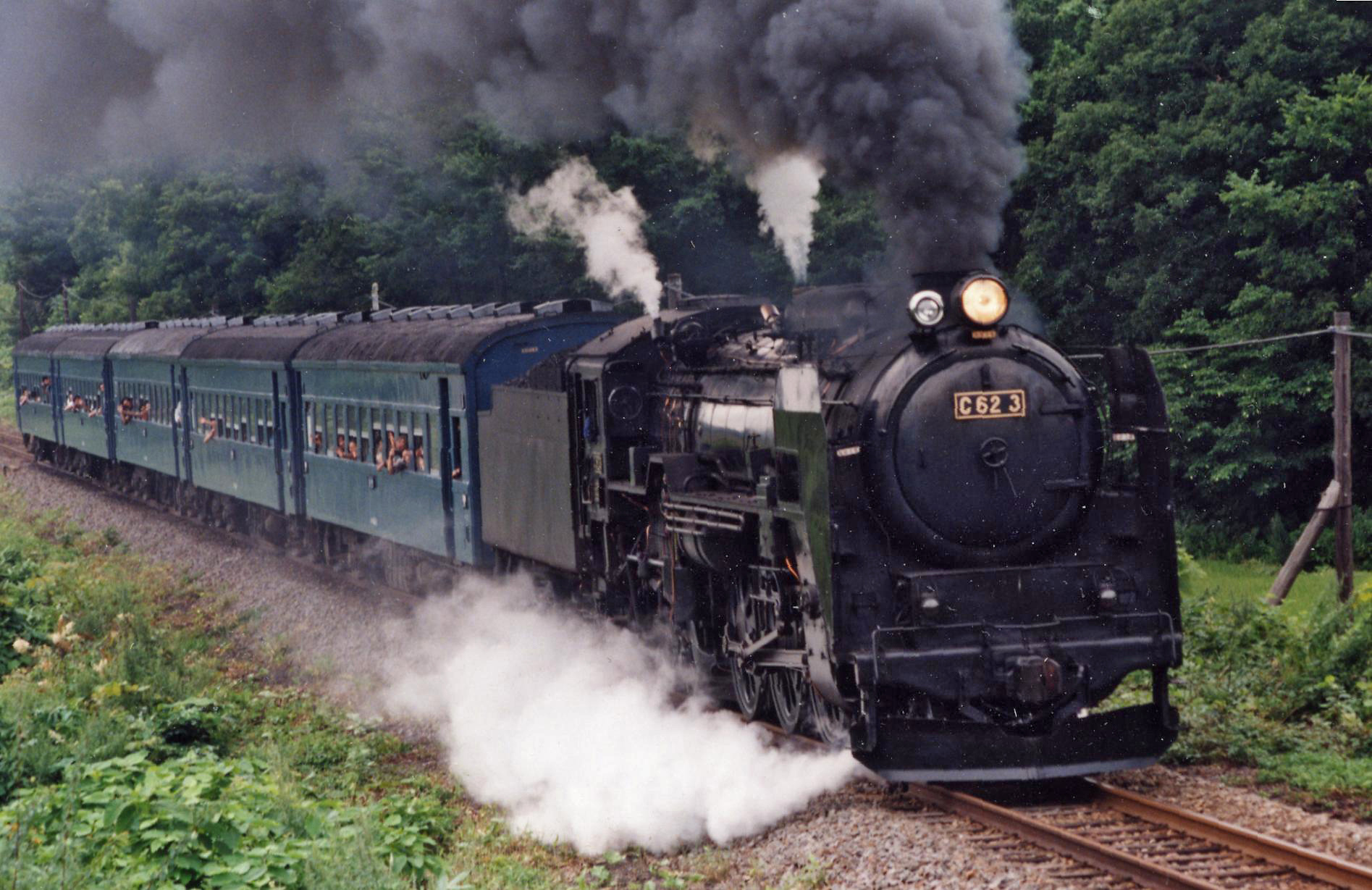
La locomotiva dell'espresso Niseko destinato a Otaru

Fin dalla loro nascita, nella seconda parte del diciannovesimo secolo, le ferrovie hanno rivestito in Giappone un ruolo fondamentale nel trasporto dei passeggeri e delle merci. A causa della mancanza di materie prime e la dipendenza dalle importazioni, i vari governi hanno premuto molto al fine di sviluppare il trasporto su rotaia. I terreni rurali nei pressi delle grandi città, grazie ai costi relativamente bassi, vennero acquisiti dalle compagnie ferroviarie private, e divennero quindi importanti corridoi metropolitani dipartentisi dai centri delle grandi città. Nonostante questa pianificazione, l'enorme crescita dei nuclei abitativi del dopoguerra portò anche ad avere una certa rivalità con il trasporto su gomma, che dagli anni sessanta del ventesimo secolo iniziò a diffondersi. La percentuale di passeggeri che si muovevano in treno passò dal 66,7 % del 1965 al 42% del 1978, fino a scendere al 29,8 % del 1990, eppure questa percentuale alla fine dello scorso secolo rappresentava la più alta fra quelle dei paesi OCSE. Se tuttavia contiamo le grandi aree metropolitane giapponesi, come Tokyo (che comprende Chiba, Saitama, Tokyo, e la prefettura di Kanagawa), Osaka (incluse Kyoto, Osaka, e la prefettura di Hyōgo), e Nagoya, la quota di trasporto passeggeri su ferrovia raggiunge il 43,5 % nel 2001, mentre le automobili private sfiorano solo il 20 % della quota totale; oltre al treno, i giapponesi si spostano molto a piedi, in bicicletta e in bus.

### Cronologia
- 1872 - Inaugurazione della prima linea ferroviaria del Giappone, fra Shimbashi (Tokyo) e Yokohama
- 1881 - Fondazione della società Ferrovie del Giappone, la prima compagnia ferroviaria privata del paese
- 1882 - Inaugurazione della ferrovia Horonai, la prima linea in Hokkaidō
- 1888 - Inaugurazione della ferrovia Iyo, la prima linea nello Shikoku
- 1889 - Inaugurazione della ferrovia del Kyushu, la prima linea nel Kyūshū
- 1889 - Completamento della linea principale Tōkaidō
- 1893 - Viene realizzata la prima locomotiva interamente in Giappone, la vaporiera classe 860
- 1895 - Inaugurazione della prima linea tranviaria del Giappone a Kyoto
- 1895 - Acquisizione da parte del Giappone delle ferrovie di Taiwan
- 1899 - Inaugurazione della linea Keijin, la prima ferrovia in Corea
- 1906 - Inaugurazione della prima linea ferroviaria a Karafuto
- 1906 - Fondazione della società Ferrovia della Manciuria del Sud
- 1906-1907 - Con l'Atto di nazionalizzazione 17 gruppi privati passano sotto il controllo dello Stato
- 1914 - Inaugurazione della Stazione di Tokyo
- 1925 - Inaugurazione della linea Yamanote
- 1927 - Inaugurazione della metropolitana di Tokyo, la prima metropolitana dell'Oriente
- 1942 - Inaugurazione del tunnel del Kanmon che unisce lo Honshū al Kyushu
- 1945 - Fine della seconda guerra mondiale; le ferrovie del paese ne escono molto danneggiate
- 1949 - Fondazione delle Ferrovie Nazionali Giapponesi come compagnia pubblica
- 1956 - Viene completata l'elettrificazione della linea principale Tōkaidō
- 1958 - Viene lanciato il primo Kodama, il primo elettrotreno fra Tokyo e Osaka
- 1960 - Inaugurazione dello Hatsukari, il primo espresso diesel fra Ueno (Tokyo) e Aomori
- 1964 - Inaugurazione della linea ad alta velocità Shinkansen fra Tokyo e Shin-Osaka
- 1975 - Ritiro di tutte le locomotive a vapore dai servizi JNR
- 1980 - Attivazione dell'atto di ricostruzione della JRN; le linee secondarie a basso profitto verranno dismesse
- 1987 - Privatizzazione della JNR; nasce il gruppo Japan Railways, con diverse sottounità regionali
- 1988 - Inaugurazione del tunnel del Seikan che connette l'Hokkaido con lo Honshu
- 1988 - Inaugurazione del Grande ponte di Seto che permette ai treni di arrivare nell'isola dello Shikoku dallo Honshu

## Classificazioni del trasporto ferroviario in Giappone

### Tipi di operatori

#### JR
Il gruppo Japan Railways, più semplicemente noto come gruppo JR, è costituito dai successori delle ferrovie statali, le Ferrovie Nazionali Giapponesi, privatizzate nel 1987. Il gruppo JR costituisce il cuore della rete ferroviaria giapponese, e opera praticamente tutte le linee intercity del paese e un gran numero di linee suburbane.
Le sei compagnie per il trasporto passeggeri del gruppo JR sono separate in base alla loro regione di competenza, ma molte di esse offrono servizi interregionali su territori normalmente gestiti da società diverse. Le sei compagnie sono: JR Hokkaido, JR East, JR Central, JR West, JR Shikoku e Jr Kyushu.
Per quanto riguarda i servizi merci, questi sono esercitati dalla Japan Freight Railway Company, o JR Freight, che opera tutte le linee merci precedentemente gestite dalla JNR.

#### Maggiori ferrovie private
In Giappone sono presenti diverse compagnie ferroviarie private, spesso in competizione fra di loro su una direttrice comune. Nell'immediato dopoguerra il Giappone incoraggiò le società private a sviluppare e potenziare la loro rete, in modo da ricostruire rapidamente il trasporto di massa del paese. Queste società vennero incentivate nella concorrenza reciproca, nonché con quella delle allora ferrovie nazionali, e il controllo centrale si limitava solamente nel calmierare i prezzi dei biglietti. In cambio dello sviluppo della rete, le società ricevevano direttamente dallo Stato diversi terreni e incentivi per sviluppare il loro profitto, come la realizzazione di aree residenziali e commerciali lungo le linee ferroviarie. Questo ebbe quindi forte peso nello sviluppo urbanistico del Giappone nel dopoguerra, e ciascuna di queste ferrovie, si può dire, che abbia quindi anche una propria area di controllo, con una serie di servizi e attività commerciali pensate per i suoi pendolari. Per questo motivo, attraverso la diversificazione del loro business, i gruppi ferroviari privati giapponesi dispongono di fatturati positivi, in netto contrasto con il trasporto locale all'estero dove, quasi sempre, sono necessari sussidi esterni per il mantenimento del servizio.
Le seguenti 16 società sono classificate ufficialmente come "maggiori ferrovie private" e gestiscono 2.870,1 km di binari. Nel periodo di un anno a partire dall'aprile 2009, il traffico generato da queste ferrovie è stato di 9,46 miliardi di passeggeri (118 miliardi di passeggeri/km).
- Ferrovie Tōbu
- Ferrovie Seibu
- Ferrovie Keisei
- Keiō Corporation
- Ferrovie Odakyū
- Tōkyū Corporation
- Ferrovie Keikyū
- Tokyo Metro
- Ferrovie Sagami
- Ferrovie Meitetsu
- Ferrovie Kintetsu
- Ferrovie Nankai
- Ferrovie Keihan
- Ferrovie Hankyū
- Ferrovie Hanshin
- Ferrovie Nishi-Nippon

#### Altre società ferroviarie
Oltre alle suddette, in Giappone esistono altri tipi di società ferroviarie
- Operatori municipali
- Società di "terzo settore" fondate solitamente da amministrazioni regionali e compagnie private
- Altre piccole ferrovie private

### Ferrovie e tram
In senso legale, sono presenti due tipi (con diverse sottocategorie) di ferrovie in Giappone: ferrovie (鉄道?, tetsudō) e tram (軌道?, kidō). Ciascun sistema di trasporto pubblico su rotaia del paese viene classificato in base a regolamenti governativi. In principio, i tram percorrono molti tratti direttamente sulla strada, mentre le ferrovie no, tuttavia spesso queste definizioni sono molto arbitrarie. Si pensi, ad esempio, alla metropolitana di Osaka che viene classificata come tranvia, mentre le metropolitane in altre città giapponesi sono definite come "ferrovie".
Le ferrovie e le tranvie sono rispettivamente regolamentate dalla legge sulle ferrovie (鉄道事業法?, Tetsudō Jigyō Hō, Act No. 92 of 1986) e dalla legge sulle linee tranviarie (軌道法?, Kidō Hō, Act No. 76 of 1921).

### Categorie di ferrovie
Secondo la legge sulle ferrovie, le operazioni ferroviarie (nel senso legale) vengono suddivise in tre categorie: categoria 1, categoria 2 e categoria 3.
Vengono definite in base alla legge nel modo seguente:
Ferrovia di categoria 1 (第一種鉄道事業?, Dai-isshu Tetsudō Jigyō)
Le "Ferrovie di categoria 1" indicano che l'obiettivo del trasporto è quello passeggeri o merci, a eccezione delle linee tranviarie, e diversamente dalla categoria 2.
Ferrovia di categoria 2 (第二種鉄道事業?, Dai-nishu Tetsudō Jigyō)
Le "Ferrovie di categoria 2" indicano il trasporto passeggeri o merci utilizzando un'infrastruttura realizzata da un soggetto terzo rispetto all'esercente del servizio (incluse le ferrovie realizzate da altri operatori e poi ceduti o assegnati all'esercente).
Ferrovia di categoria 3 (第三種鉄道事業?, Dai-sanshu Tetsudō Jigyō)
Le "Ferrovie di categoria 3" indicano le infrastrutture realizzate per essere poi assegnate o cedute a una società di categoria 1 e la costruzione di ferrovie che verranno gestite da operatori di categoria 2.
La maggior parte delle società giapponesi sono di categoria 1. Alcuni esempi di categoria 2 sono la KR Freight e la linea JR Tōzai gestita dalla West Japan Railway Company (JR West). Per quanto riguarda le categorie 3, si possono elencare la Ferrovia rapida di Kobe e la ferrovia Aoimori gestita dalla prefettura di Aomori.

## Caratteristiche comuni delle ferrovie giapponesi

### Scartamenti ed elettrificazioni
Al 2005 la rete ferroviaria giapponese si presenta così composta:
- 20.264 km a scartamento ridotto di 1067 mm scartamento ridotto, dei quali 13.280 elettrificati;
- 3.204 km a scartamento normale di 1435 mm, tutti elettrificati;
- 117 km a scartamento ridotto di 1372 mm, tutti elettrificati;
- 11 km con scartamento ridotto di 762 mm, tutti elettrificati;

La rete nazionale fu inizialmente realizzata, e poi espansa, con lo scartamento ridotto di 1067 mm, utilizzato fra l'altro anche in Australia, Repubblica Sudafricana e altre nazioni a sud del mondo. Le ferrovie con uno scartamento più ampio sono utilizzate da alcune compagnie private del Kansai e dalle linee ad alta velocità Shinkansen.
Per quanto riguarda il sistema di elettrificazione utilizzato dal gruppo JR, le linee convenzionali normalmente sono elettrificate a 1500 V in corrente continua o a 20 kV in corrente alternata, e di 25 kV in corrente alternata per l'alta velocità. Alcune linee private sono inoltre elettrificate a 600 V CC o 700 V CC, e la frequenza per le elettrificazioni è di 50 Hz nel Giappone orientale e di 60 Hz in quello occidentale.

### Biglietti, tariffe e sovrapprezzi

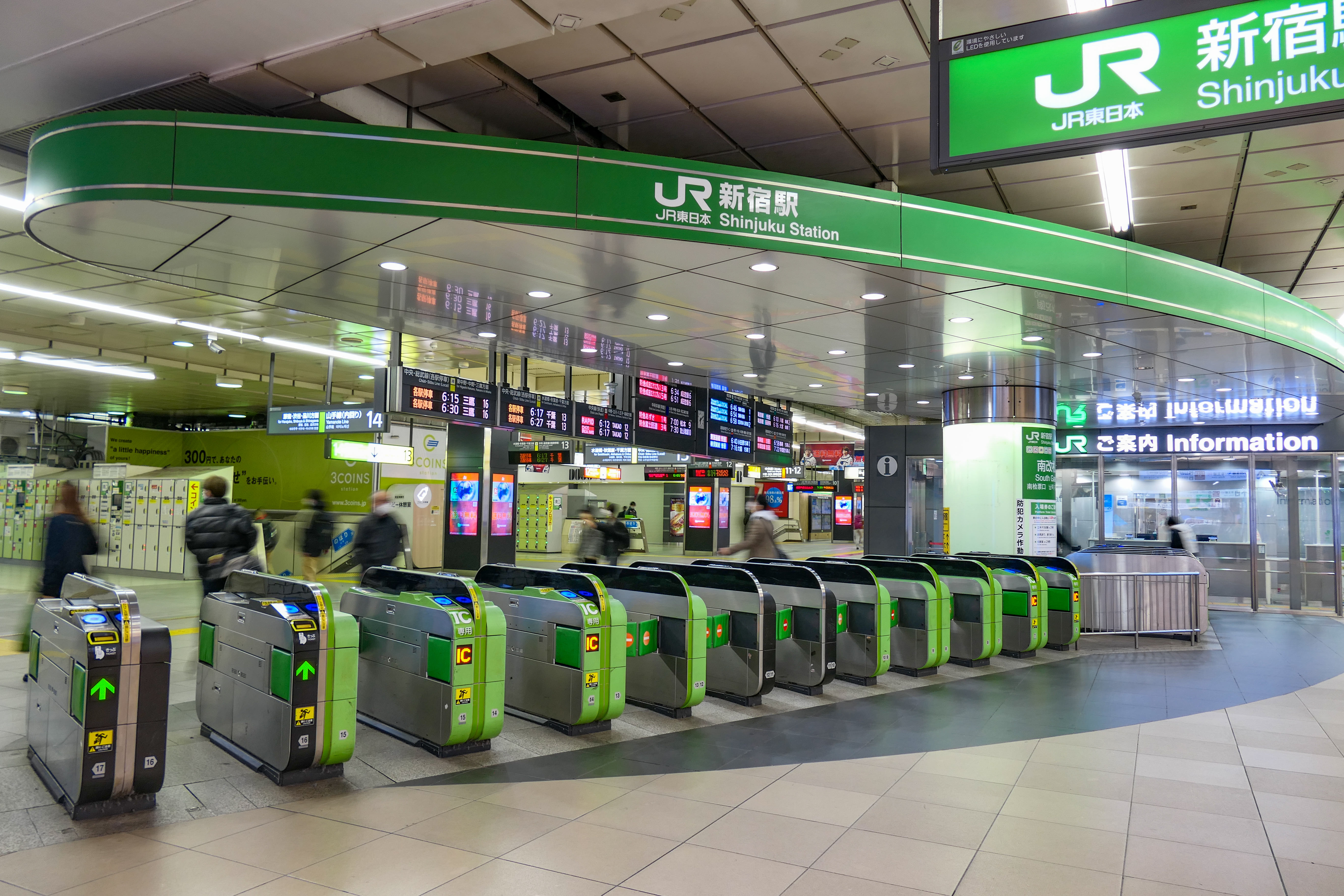
Barriere di accesso in una stazione

Il trasporto ferroviario passeggeri in Giappone richiede il pagamento di un biglietto. In principio, la tariffa è predefinita, e previa il suo pagamento viene rilasciato un biglietto per accedere ai treni. Nei grandi centri urbani tutte le stazioni dispongono di tornelli elettronici che effettuano la validazione del biglietto, mentre prima della loro introduzione, o nelle zone rurali tuttora sprovviste, i biglietti vengono controllati manualmente dal personale di stazione. Al termine del viaggio, all'uscita della stazione il biglietto viene nuovamente ritirato, ed è quindi necessario averlo con sé per tutta la durata del viaggio.
In giapponese, il biglietto necessario per il viaggio viene chiamato biglietto tariffa (乗車券?, jōshaken), e il prezzo è quello della tariffa (運賃?, unchin) che varia in base alla distanza. Il biglietto a tariffa vale per un numero illimitati di cambi, e le lunghe percorrenze (normalmente oltre i 101 km) permettono un numero illimitato di discese momentanee (途中下車?, tochū-gesha) lungo il percorso del treno per la durata della validità del biglietto. Inoltre, il viaggio su alcuni tipi particolari di treno o su alcune carrozze richiedono un biglietto con sovrapprezzo (料金券?, ryōkinken).
Ad eccezione di ferrovie molto brevi, con tariffazione piatta, i prezzi dei viaggi variano in base alla distanza o al numero di zone attraversate. In Giappone non esistono biglietti basati sul tempo di viaggio, come ad esempio in Europa. Tutte le società ferroviarie prevedono biglietti per bambini (小児運賃?, shōni-unchin) utilizzabili fra i 6 e i 12 anni, che generalmente hanno un prezzo della metà rispetto ai biglietti per adulti. Negli ultimi anni si sono inoltre andati diffondendo i biglietti elettronici, come la Suica o la PiTaPa, che facilita i passeggeri nel pagamento, in quanto il prezzo del viaggio viene direttamente detratto dal credito residuo della carta in base al tragitto percorso, facilmente identificabile grazie ai tornelli di accesso delle stazioni; questo rende non necessaria la consultazione delle tabelle dei prezzi per i percorsi ferroviari e l'acquisto del biglietto cartaceo.
Sono presenti diversi tipi di sovrapprezzi. Ad esempio, quelli del gruppo JR includono:
- Tariffa Espresso (急行料金?, kyūkō ryōkin) per utilizzare i "treni espressi"
- Tariffa Espresso limitato (特急料金?, tokkyū ryōkin) per viaggiare su un posto prenotato di un treno "espresso limitato"
- Tariffa Espresso limitato con posto non prenotato (自由席特急料金?, jiyūseki tokkyū ryōkin) per viaggiare su un treno espresso limitato in una carrozza che prevede posti senza prenotazione obbligatoria
- Tariffa per posto prenotato (指定席料金?, shiteiseki ryōkin) per viaggiare su un treno regionale con posto prenotato ad eccezione degli espressi limitati
- Tariffa "green" (グリーン料金?, gurīn ryōkin) per viaggiare su una carrozza di prima classe, chiamata "green car" in giapponese
- Tariffa cuccetta (寝台料金?, shindai ryōkin) per viaggiare su una carrozza letti di un treno notturno

Una caratteristica tipica dei sovrapprezzi dei treni giapponesi è quella che rendono obbligatorio l'acquisto di un biglietto separato. In questo modo, se si viaggia su un treno shinkansen, per esempio, anziché acquistare un biglietto per shinkansen, è necessario acquistare due biglietti: un biglietto tariffa (乗車券) per la distanza percorsa, e uno speciale biglietto espresso shinkansen (新幹線特急券?, shinkansen tokkyūken). Dato che i treni espressi o espressi limitati non sono separati, come gli shinkansen, da tornelli, dalla rete regionale convenzionale, l'ispezione dei biglietti speciali viene fatta dal capotreno, e i biglietti stessi possono essere acquistati a bordo da quest'ultimo. In breve, il biglietto tariffa permette di accedere ai marciapiedi e a uscire da essi al termine del viaggio, mentre il biglietto espresso permette di salire su un treno a lunga percorrenza di tipo espresso, e verrà controllato a bordo dal personale addetto.

### Tipi e nomi dei treni

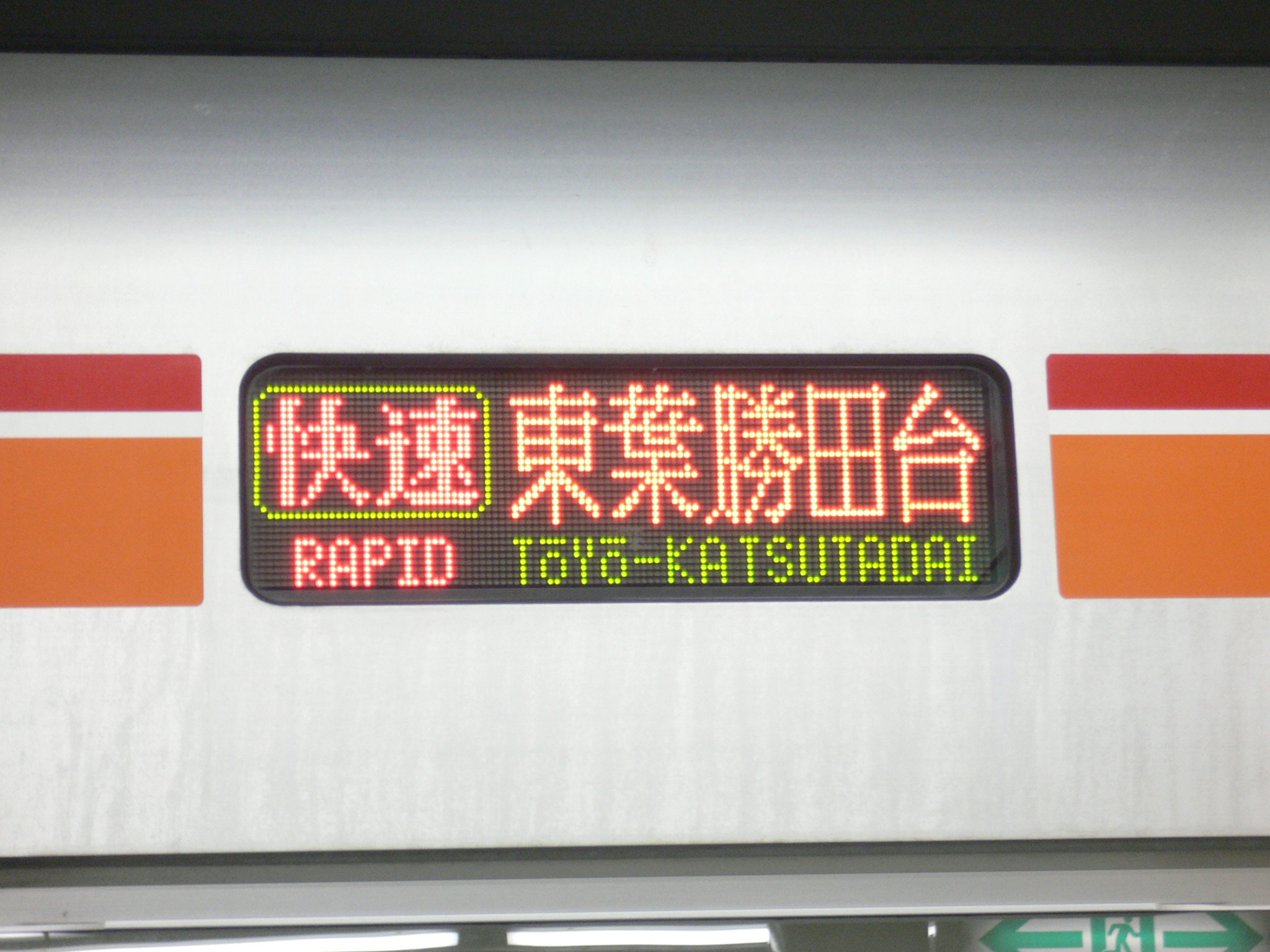
Tabella di un treno "rapido"

Le linee suburbane e intercity normalmente hanno diversi tipi di treni (列車種別?, ressha shubetsu), con diversi schemi di fermata in base alle esigenze dei passeggeri.
Un treno che ferma in tutte le stazioni viene chiamato locale (普通列車/各駅停車?, futsū-ressha/kakueki-teisha), e richiede solamente il biglietto a tariffa per poter essere preso. I treno più veloci del locale sono i rapidi (快速?, kaisoku), gli espressi (急行?, kyūkō), gli espressi limitati (特急?, tokkyū), ecc. e possono richiedere un sovrapprezzo, in base alle politiche della compagnia che offre il servizio. Gli espressi limitati sono più veloci degli espressi. Alcune compagnie che possiedono diversi tipi di treni nei loro orari (specialmente le linee suburbane per i pendolari) possono avere prefissi o suffissi, come "semi-", "-rapido", "-sezionale" o "-pendolari". Ad esempio, la linea Tōbu Isesaki dispone di treni locali, semi-espressi sezionali, semi-espressi, espressi sezionali, espressi, rapidi, rapidi sezionali ed espressi limitati.
Gli operatori solitamente danno un nome ai treni a lunga percorrenza, per rendere il servizio più riconoscibile all'utenza (Kintetsu rappresenta un'eccezione in questa pratica). Il processo della prenotazione dei biglietti utilizza quindi il nome del treno anziché il numero. I numeri dei treni in Giappone non sono visualizzati nelle tabelle delle stazioni, in quanto vengono utilizzati solamente in ambito tecnico.

### Linee ferroviarie
Tutte le linee ferroviarie e tranviarie giapponesi hanno dei nomi dati dai loro operatori. In principio (con le dovute eccezioni), una sezione di ferrovia possiede solo un nome. Questi nomi sono indicati sui biglietti, e indicano il percorso di questo. I passeggeri spesso si riferiscono alle stazioni attraverso la linea che passa per esse (per esempio "linea Tōyoko") o il nome dell'operatore (come "Hanshin").
Il nome della linea può derivare dal nome della destinazione o di una città lungo il percorso (per esempio, la "linea Takasaki" si riferisce alla città di Takasaki); il nome di una regione (come la "linea principale Tōhoku", passante lungo la regione del Tōhoku); l'abbreviazione di province o città collegate (vedasi la "linea Gonō", che collega la città di Goshogawara e Noshiro; oppure la direzione di una linea (come la linea Tōzai, che significa "est-ovest").
Dato che i servizi ferroviari delle diverse ferrovie possono essere modificati in base a varie esigenze, ma i nomi delle ferrovie storiche non cambiano, la parola "linea" viene utilizzata indifferentemente per indicare gli uni e gli altri. Ad esempio, la linea Keihin-Tōhoku o la linea Shōnan-Shinjuku sono dei servizi ferroviari che utilizzano diverse infrastrutture lungo il loro percorso. Queste stesse infrastrutture, pur essendo di fatto delle ferrovie, vengono rese con la parola "linea" (line negli annunci in inglese delle ferrovie in Giappone).

## Metropolitane e altri metodi di trasporto di massa

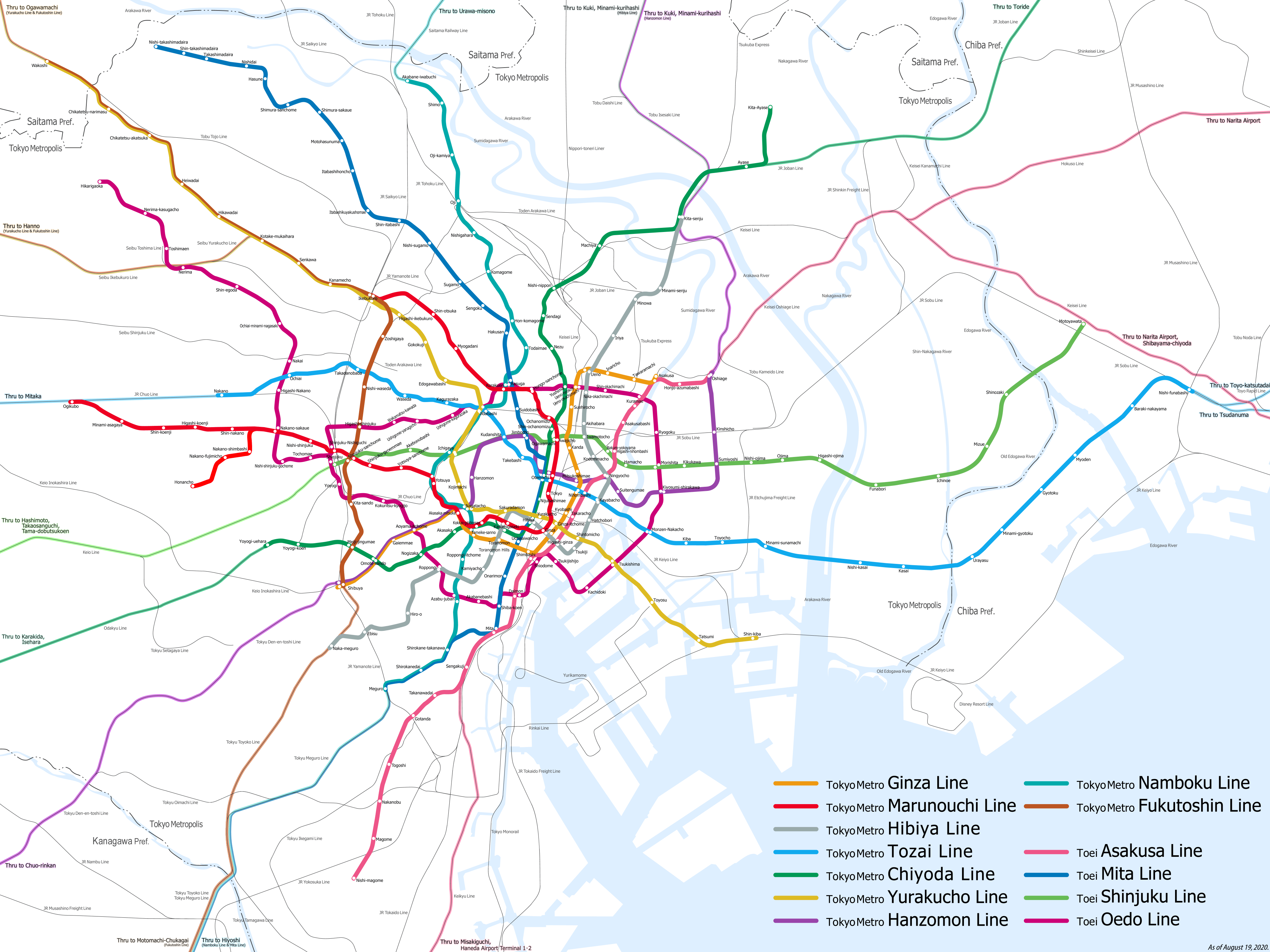
Mappa della metropolitana di Tokyo

Oltre all'estesa rete ferroviaria, il Giappone possiede un gran numero di reti metropolitane. La più estesa è la metropolitana di Tokyo, la cui rete nel 2013 conta 310 km di binari e 290 stazioni. La rete è gestita da due operatori: la Tokyo Metro gestisce nove linee (fra cui la linea Ginza, la più antica, realizzata nel 1925), e la Toei che si occupa di quattro linee. Le aree suburbane di Tokyo sono servite da sette compagnie ferroviarie private che spesso offrono servizi diretti che proseguono nel centro di Tokyo sui binari delle linee metropolitane.
Oltre a Tokyo, in Giappone si trovano metropolitane nelle città di Fukuoka, Kobe, Kyoto, Nagoya, Osaka, Sapporo, Sendai e Yokohama.
Mentre le metropolitane vengono spesso gestite dal governo della città e quindi limitano la loro estensione al territorio comunale, ci sono molti casi di transito diretto di treni suburbani sui binari delle metropolitane e viceversa. Uno dei motivi che ha portato a questo è stato lo sviluppo del dopoguerra, che ha reso insufficienti le stazioni terminali delle diverse compagnie private per reggere i grandi flussi di passeggeri.
In Giappone sono presenti diversi sistemi di sistemi ettometrici o people mover (spesso sotto forma di veicoli automatici con pneumatici che si spostano su viadotti). Alcuni esempi di questi sistemi sono a Hiroshima, Kobe, Osaka, Saitama e Tokyo.

### Linee tranviarie
Diverse città possiedono anche sistemi tranviari, come Sapporo, Hiroshima, Matsuyama, Nagasaki, Tokyo (solo una linea) e Toyohashi. Tutte queste città possiedono inoltre diverse linee ferroviarie pubbliche e private, e sono presenti anche altri sistemi tranviari non menzionati in questa lista.

## I treni giapponesi nella cultura di massa

### Puntualità
Le ferrovie giapponesi sono fra le più puntuali al mondo. La media di ritardo del Tōkaidō Shinkansen nell'anno fiscale 2014 è stata di soli 0,6 minuti. Se un treno ritarda anche per soli 5 minuti, il capotreno effettua un annuncio a bordo per scusarsi per il ritardo, e la compagnia ferroviaria in certi casi rilascia un "certificato di ritardo", come se nessuno si aspettasse un evento eccezionale quale il ritardo di un treno, per assumersi la responsabilità del disagio e scaricare, quindi, la responsabilità del passeggero qualora arrivasse in ritardo al lavoro o nel luogo di studio. I passeggeri giapponesi fanno estremamente affidamento sulla rete ferroviaria, e danno per scontato che i treni siano perfettamente puntuali. Nei rari casi in cui avvengono ritardi superiori a un'ora, è possibile addirittura leggere i relativi articoli sui giornali, o nei servizi televisivi. Tuttavia, alcuni lamentano del fatto che il personale ferroviario sia eccessivamente sotto pressione da parte del pubblico per il mantenimento di questa puntualità. Questi standard qualitativi molto stretti e severi sono considerati concorrenti alle cause di seri incidenti ferroviari, come il disastro ferroviario di Amagasaki del 2005.

### Treni e crimine

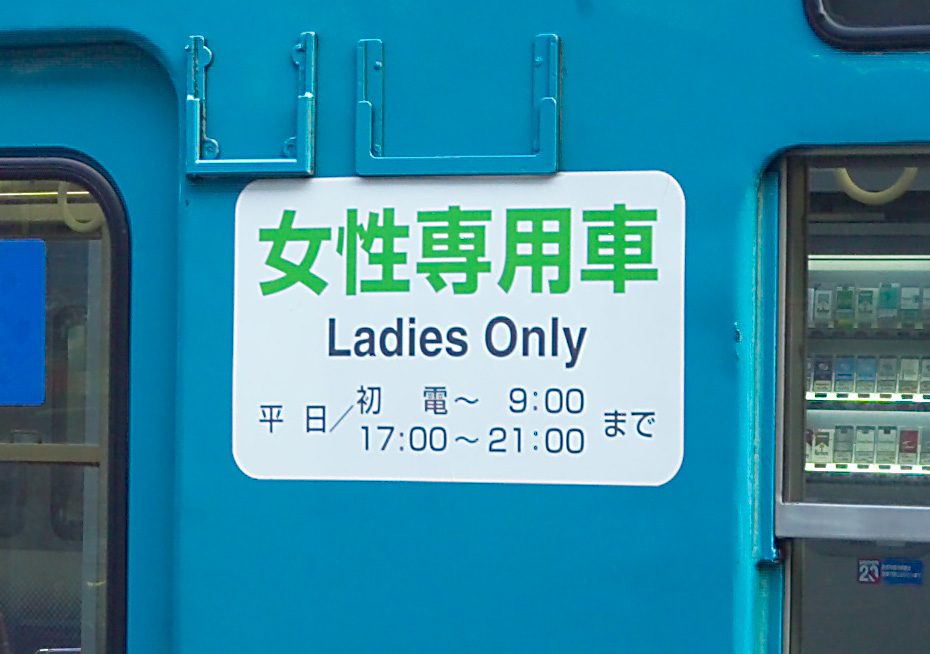
Una carrozza per sole donne su un treno della JR West

Uno dei crimini legati ai treni giapponesi maggiormente noto è il chikan, ossia la molestia caratterizzata da contatto fisico che generalmente viene compiuta dagli uomini nei confronti delle donne, spesso in carrozze affollate, o sfruttando la riluttanza degli altri passeggeri di reagire. Per impedire questo comportamento, negli ultimi tempi in Giappone sono sempre più diffuse carrozze per sole donne, in modo particolare nelle fasce orarie di pendolarismo della mattina e della sera, e nelle popolose aree urbane.
La lingua giapponese possiede diverse espressioni per indicare i "portoghesi", ossia quelle persone che prendono il treno senza biglietto. Una di esse è Satsuma-no-kami. Si riferisce a Taira Satsuma-no-kami Tadanori, un membro del clan Taira menzionato nello Heike Monogatari. Il suo nome, Tadanori, è pronunciato nello stesso modo di "salire gratis".
Un'altra espressione utilizzata è kiseru jōsha. Si riferisce al nome di una pipa con un lungo manico di bambù e il bocchino in metallo, detta appunto kiseru. Grazie all'associazione metallo e moneta, il kiseru jōsha è la pratica di utilizzare un biglietto per superare i tornelli, e un diverso biglietto per uscire a destinazione; ciascuno dei due biglietti copre solo una distanza minima, lasciando quindi un lungo percorso scoperto dal pagamento (corrispondenti al bocchino e al termine della pipa), anziché un unico biglietto per l'intero tragitto percorso.
Un altro crimine degno di nota riguardante le ferrovie in Giappone sono stati l'assassinio del primo ministro Hara Takashi nella stazione di Tokyo nel 1921, l'incidente di Mitaka del 1949 e l'attentato alla metropolitana di Tokyo con il gas sarin del 1995.

### Suicidi

Ufficiali di polizia che ripuliscono l'area di un suicidio nella prefettura di Saitama nel febbraio 2006

I treni in Giappone sono usati anche come metodo per commettere suicidio. La loro relativa popolarità è dovuta alla facilità di esecuzione e al fatto che questo causa meno problemi alla propria famiglia, sebbene spesso queste ricevano pesanti multe dalle compagnie ferroviarie per compensare alle perdite provocate dal disagio arrecato ai passeggeri dal suicida.
Nel caso di un suicidio, i ritardi sulle linee possono andare da poco meno di un'ora a diverse ore se le conseguenze riguardano diverse linee. La famiglia del deceduto può ricevere un'ammenda dell'ordine del milione di yen dalla compagnia ferroviaria. Recentemente le compagnie ferroviarie hanno iniziato a portare avanti diversi rimedi per impedire il dilagare dei suicidi. Ad esempio nelle stazioni vengono installati LED di colore blu che dovrebbero calmare le intenzioni di un eventuale suicida. In diverse stazioni stanno in questi anni venendo installate diverse porte di banchina che proteggono i binari impedendo cadute accidentali e, appunto, suicidi, e aprendosi solo in concomitanza con l'arrivo dei treni.

### Ekiben

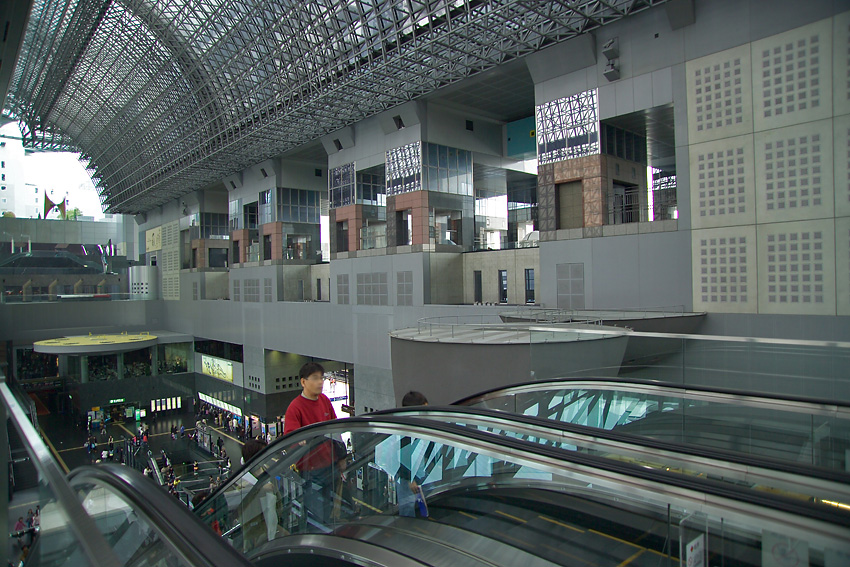
La stazione di Kyoto contiene, oltre ai binari, anche centri commerciali e hotel

Un aspetto importante e romantico delle ferrovie in Giappone è l'ekiben, ossia il cestino per il pranzo bentō personalizzato dalle compagnie ferroviarie. Il primo bento nacque nel 1885 alla stazione di Utsunomiya e divenne immediatamente un grande successo. Molte stazioni (eki) in tutto il paese iniziarono subito a creare bento locali, utilizzando ingredienti e specialità del posto, come prodotti freschi di mare, carne e vegetali. Con le immancabili porzioni di riso, gli ekiben diventano di fatto un pasto completo. In passato erano offerti in cestini di legno, mentre oggi vengono utilizzati dei vassoi di plastica decorati, con bacchette di legno. Il Comitato centrale dell'associazione delle stazioni ferroviarie giapponesi (社団法人日本鉄道構内営業中央会) è un'organizzazione che promuove la diffusione degli ekiben.

### Media
Attorno alla ferrovia e ai treni ruotano un numero elevatissimo di prodotti, sia televisivi che sotto forma di libri. Ad esempio si possono trovare vaste sezioni riguardanti i diari di viaggio su determinate linee ferroviarie, romanzi gialli su delitti commessi in treni notturni, o enciclopedie riguardanti treni o stazioni particolari.